# Retrat d'una dama (El Greco)
El Retrat d'una dama, és una obra absolutament atípica en el corpus pictòric d'El Greco. Efectivament, dins de l'escassíssim nombre de retrats femenins d'aquest pintor, és l'únic el suport del qual és sobre taula, en lloc de ser sobre llenç. De fet, és una de les poquíssimes obres conservades de l'etapa española d'El Greco, el suport de les quals no és sobre llenç. Aquest fet ha portat a dubtar sobre l'autoria d'aquesta obra, tot i que un autor tan exigent com Harold Wethey l'admet en el seu catàleg raonat d'obres d'El Greco, donant-li el número 146.

## Temàtica de l'obra
Aquesta obra forma part dels tres o potser quatre retrats femenins (un d'ells és una miniatura) que han arribat fins als nostres dies, i que hom inclou habitualment dins el corpus pictòric d'El Greco.
La dama, de posat aristocràtic, porta un vel transparent amb una cinta negra a les vores, i un mocador de coll de color rosa pàl·lid, ajustat a un cosset negre.

## Anàlisi de l'obra
No està signada; Oli sobre taula; 39,7 x 32,1 cm.; circa 1577-1580.
Aquesta obra, degut a la seva excepcionalitat, no té cap altra peça amb la qual hom pugui comparar-la. La circumstància de que estigui pintada sobre taula explica en part el seu aspecte vidriós. El vermell viu de les galtes de la dama apareix en altres retrats d'El Greco, i la col·locació molt elevada del vel es troba també en varis personatges femenins del pintor cretenc. La figura de la dama destaca sobre un fons molt obscur.
Manuel B. Cossío remarca en aquesta obra les formes allargades, la intensitat de la mirada, la sensació de tristor, la mantellina blanca i especialment la sobrietat i la lleugeresa de pinzellada amb què està pintada. Claude Phillips troba en aquesta figura quelcom de sinistre.
José Camón Aznar opina que aquest retrat podria ser obra de Domingos Vieira Serrão (Tomar, c. 1570-1632).

## Procèdència
- Golfín, Valladolid
- Benigno de la Vega-Inclán, Toledo
- John G. Johnson; Filadèlfia
- Museu d'Art de Filadèlfia